# Kuchi-e

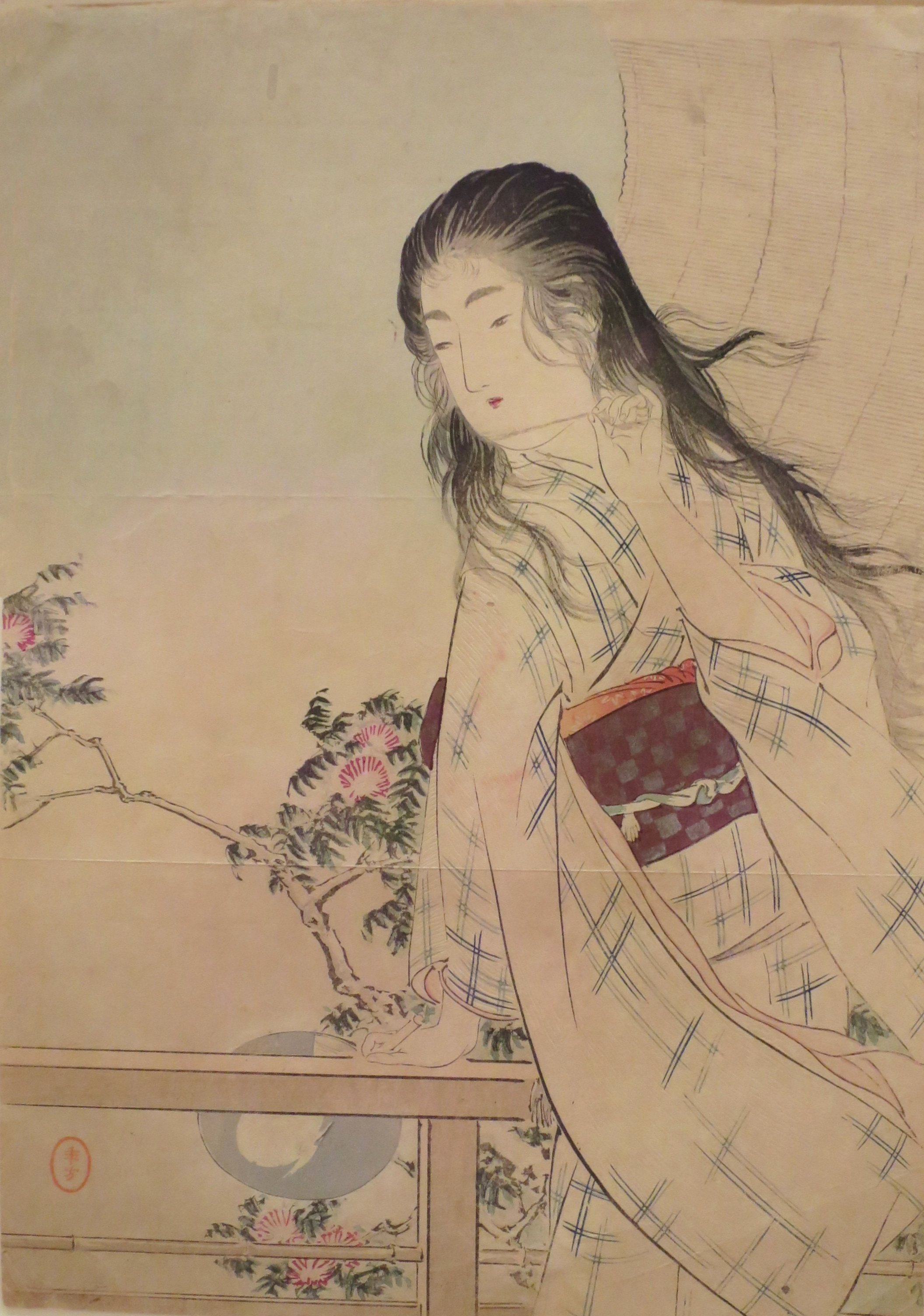
Iyo aveugle, kuchi-e de Mizuno Toshikata, 1906, Honolulu Museum of Art

Les kuchi-e (口絵) sont des frontispices de livres, en particulier les frontispices en gravures sur bois pour les revues littéraires et les romans d'amour publiés au Japon des années 1890 aux années 1910.

## Description
Ils représentent généralement des femmes et sont placés dans le dos du livre ou insérés dans des revues littéraires afin de donner aux lecteurs une idée du type d'histoires qu'ils contiennent. La plupart des kuchi-e sont des estampes imprimées pour des romans d'amour destinés au public féminin. Certains sont des lithographies et certains sont insérés dans d'autres types de littérature.
La plupart mesurent 22 × 30 cm ou 14 × 20 cm, les premiers étant pliés en trois et les seconds en deux. Sur les kuchi-e de Mizuno Toshikata, il convient de noter les deux lignes horizontales de pliage et la marge sur le dessus pour la reliure.
Parmi les artistes qui dessinent des kuchi-e figurent Hirezaki Eiho, Ikeda Shoen, Kiyokata Kaburagi, Kajita Hanko, Mishima Shoso, Miyagawa Shuntei, Mizuno Toshikata, Odake Kokkan, Ogata Gekkō, Suzuki Kason, Takeuchi Keishu, Terasaki Kogyo, Tomioka Eisen, Tsutsui Toshimine, Utagawa Kunimatsu, Watanabe Shōtei et Yamada Keichu,.

## Traduction
Le mot kuchi-e (口絵) est d'ordinaire traduit par « image » (e) de « bouche » (kuchi). Cependant, 口 peut aussi signifier « ouverture », comme dans le mot composé iri-guchi (入口, « entrée ») et de-guchi (出口, « sortie »).
Ainsi comprise, la traduction « image d'entrée » communique plus clairement la fonction prévue d'un kuchi-e comme frontispice d'une œuvre littéraire.